# Potamotrygon tigrina
Potamotrygon tigrina, noto anche come trigone fluviale tigrato, è una specie di razza d'acqua dolce appartenente al genere Potamotrygon, della famiglia Potamotrygonidae. Questa specie in pericolo d'estinzione è endemica dei fiumi limpidi e torbidi nella parte superiore del bacino amazzonico nel nord-est del Perù. Viene talvolta tenuto ed allevato in cattività negli acquari, ma è generalmente una specie sensibile.
Il trigone fluviale tigrato è strettamente imparentato con P. schroederi del Rio Negro-Orinoco. Prima della descrizione scientifica del trigone fluviale tigrato, alcuni usavano il nome P. menchacai, ma ciò non è corretto. P. menchacai è un sinonimo del trigone fluviale pezzato (P. falkneri).
Le dimensioni massime del trigone fluviale tigrato non sono note, ma può raggiungere una larghezza del disco di almeno 70 centimetri (28 pollici), e in cattività la maturità sessuale viene raggiunta ad una larghezza del disco di 48 centimetri (19 pollici).